# غيتواي (أركنساس)
غيتواي (بالإنجليزية: Gateway, Arkansas)‏ هي بلدة أمريكية تقع في مقاطعة بينتون بولاية أركنساس، الولايات المتحدة. بلغ عدد سكان البلدة 405 نسمة حسب إحصاء 2010 وتصل مساحتها إلى 15.9 كم2. يرجع اسم البلدة «غيتواي» والذي يعني «بوابة» إلى كون أن البلدة تعتبر مدخلاً ومخرجاً من أركنساس.

## السكان
بلغ عدد سكان البلدة 451 شخص حسب احصاءات 2024.